# Richard Louis
Richard Louis (Barbados; 6 de enero de 1964 – Florida, Estados Unidos; 3 de enero de 2025) fue un atleta barbadense especialista en los 400 metros.

## Carrera

### Juegos Olímpicos
Participó en dos ediciones de los Juegos Olímpicos, la primera de ellas fue en Los Ángeles 1984 donde participó en el evento de 400 metros donde quedó eliminado en la ronda de clasificación al terminar en cuarto lugar en el heat 4 donde quedó a más de 30 centésimas de la clasificación. También participó en el evento de relevo 4 x 400 metros donde alcanzó la final en la que terminó en sexto lugar junto a David Peltier, Clyde Edwards y Elvis Forde que registraron un tiempo de 3:01.60, imponiendo un récord nacional.
Su segunda aparición fue el Seúl 1988 donde volvió a participar en la prueba de 400 metros, donde volvió a quedar eliminado en la ronda de clasifcación donde repitió el cuarto lugar en el heat 1, quedando a 16 centésimas de la clasificación. También participó en el relevo 4 x 400 metros donde quedó eliminado en las semifinales haciendo equipo junto a Seibert Straughn, Allan Ince y Elvis Forde.

### Juegos de la Mancomunidad
Participó en los Juegos de la Mancomunidad de 1982 en Australia en el evento de 400 metros donde finalizó en la posición 27 entre 36 atletas, y en el evento de relevo 4 x 400 metros terminó en quinto lugar juntó a Hamil Grimes, David Carter y Gordon Hinds.

### Juegos Centroamericanos y del Caribe
Sus mayores logros los consiguió a nivel centroamericano y del caribe, donde en el campeonato de atletismo logró una medalla de plata y dos de bronce; mientras que en los Carifta Games logró ganar tres medallas de oro, dos de plata y una de bronce.